# エミル・フレイ
エミル・フレイ (Emil Frey, 1889年4月8日 - 1946年5月20日）は、スイスの作曲家、ピアニスト、音楽教育者。
バーデン出身。ジュネーブ音楽院でオットー・バルブラン、ヨーゼフ・ラウバー、ヴィリー・レーベルクの各氏に師事。15歳の時にパリ音楽院に留学してルイ・ディエメール、ガブリエル・フォーレ、シャルル＝マリー・ヴィドールの各氏の薫陶を受け、1906年にピアノでプルミエ・プリを得て卒業した。
1907年にはベルリンに行き、その後、ブカレストの宮廷ピアニストになった。1910年にはアントン・ルビンシテイン音楽コンクールに自作のピアノ三重奏曲を出品して作曲賞を獲得。1912年から1917年までモスクワ音楽院のヴィルトゥオーゾ・クラスで教鞭をとった。
十月革命の影響でスイスに戻ると、チューリッヒ音楽院の教師を亡くなるまで務め、アドリアン・エッシュバッヒャーなどの後進を育てた。またピアニストとしてヨーロッパや南アメリカに演奏旅行に出かけた。
作曲家としては、２曲の交響曲、ヴァイオリン、チェロやピアノを独奏に据えた協奏曲、スイス祝典序曲などの管弦楽を扱った作品から、ピアノのためのソナタ、組曲や小品までがある。